# Шершеневич, Иосиф Григорьевич
Иосиф Григорьевич Шершеневич (1819—1894) — российский педагог и переводчик. Дядя Г. Ф. Шершеневича, двоюродный дед В. Г. Шершеневича.

## Биография
Родился в 1819 году в Одессе. В 1836 году окончил Ришельевский лицей. Преподавал в гимназии лицея (с перерывами) с 1837 по 1853 года:  младший учитель,  старший учитель, помощник инспектора гимназии. В 1853—1855 годах занимал должность инспектора Кишинёвской гимназии, затем возвратился в Одессу: был учителем древних языков и директором 2-й Одесской гимназии (1855—1863). С 1863 года занял должность профессора древних языков и директора в Ришельевской гимназии.
С 1866 по 1872 годы служил в Варшаве по приглашению наместника Царства Польского графа Ф. Ф. Берга: вице-директор отделения Варшавской правительственной комиссии народного просвещения, инспектор студентов Варшавского университета.
В 1870 году был произведён в чин действительного статского советника. Награждён орденами Св. Анны 3-й степени (1856), Св. Станислава 2-й степени (1860) и Св. Владимира 4-й степени (1872).
В 1872 году, выйдя в отставку с солидной «польской» пенсией (3000 р.), вернулся в Одессу и посвятил досуг историко-литературным занятиям. Как член Одесского общества истории и древностей (избирался и на должность казначея) публиковал в его «Записках» переводы статей с латинского и европейских языков, в т. ч. «Описание Крыма» польского посла М. Броневского по эльзевиру 1630 года «Russia sive Moscovia, itemque Tartaria» ( Записки Одесского ОИД. VI. 1867).
Известность Шершеневичу принёс, главным образом, полный гекзаметрический перевод на русский язык «Энеиды» Вергилия. Первые фрагменты перевода были опубликованы в 1845 году в журнале Библиотека для чтения (№ 5),  отдельными выпусками «Энеида Виргилия. Песнь I — V» вышла в Одессе (1845—1847). С конца 1851 года «Современник» начал печатать перевод всех 12 песней (1851, № 30; 1852, № 31-36; отдельным оттиском «Энеида Виргилия» вышла в том же 1852 году). Впоследствии  Шершеневич выпустил второе (исправленное) издание своего перевода — «Виргилий. Энеида. Лучшие переводы И. Шершеневича» (Варшава, 1868). Перевод «Энеиды»" Шершеневича, лучший на то время, привлёк благожелательное внимание литературных критиков и преподавателей римской литературы, о чём свидетельствует, между прочим, и пространный его разбор студентом Н. А. Добролюбовым, отразивший суждения его институтских наставников — профессоров И. И. Давыдова и Н. М. Благовещенского. В 1856 году Шершеневич предлагал редакции «Отечественных записок» перевод комедий Теренция, но А. А. Краевский счёл публикацию «этого прекрасного и легко читаемого перевода» несвоевременной (см. его ответ Шершеневичу — РНБ. Ф. 391. — № 840. — Л. 4 оборот).
Переводил И. Г. Шершеневич также из новой, преимущественно польской, поэзии: о его переводе поэмы А. Мицкевича «Конрад Валленрод» (Современник. — 1858. — № 6) Н. А. Некрасов, впрочем, отозвался неодобрительно (см. «Переписка И.С. Тургенева». Т. I. — М., 1986. — С. 140). Ещё при жизни Шершеневич удостоился статьи в польской энциклопедии.
Регулярно помещал он заметки и в одесской периодике.
Умер 11 (23) ноября 1894 года.